# 이승환 (1993년생 희극인)
이승환(1993년 9월 11일 ~ )은 대한민국의 희극 배우이다. KBS2 개그콘서트의 봉숭아학당 코너에서 GD 지드래곤을 패러디한 CD 씨드래곤 캐릭터로 2018년 KBS 연예대상 신인상을 수상했다. 현재는 유튜브에서 채널명 투마리로 활약하고 있다.

## 방송
- KBS 개그콘서트

〈나타나〉
〈핵갈린늬우스〉
〈돌아와윰〉후배 코미디언 역
〈봉숭아학당〉CD 역
〈다있Show〉

## 수상
- 2018년 KBS 연예대상 코미디부문 남자 신인상